# Karin Michaelis
Pour les articles homonymes, voir Michaelis.
Karin Michaelis, née le 20 mars 1872 à Randers et morte le 11 janvier 1950 à Copenhague (sous le nom de Katharina Bech-Brondum), était une journaliste et romancière danoise.
Durant la Seconde Guerre mondiale, elle accueillit plusieurs émigrés allemands fuyant le régime hitlérien, dont Bertolt Brecht.

## Œuvre traduite en français
L’âge dangereux (1911) (Den farlige Alder - 1910), publié dans la Revue de Paris en trois épisodes du 15 mars 1911 au 15 avril 1911, traduit par Marcel Prévost. Ce roman qui donne à voir les réflexions d'une femme qui vient de franchir la quarantaine, a été traduit en plusieurs langues à l'époque et a fait l'objet d'adaptations cinématographiques.